# Costacciaro
Costacciaro é uma comuna italiana da região da Umbria, província de Perugia, com cerca de 1.290 habitantes. Estende-se por uma área de 41 km², tendo uma densidade populacional de 31 hab/km². Faz fronteira com Fabriano (AN), Gubbio, Sassoferrato (AN), Scheggia e Pascelupo, Sigillo.

## Demografia
| Variação demográfica do município entre 1861 e 2011                               |
|                                                                                   |
| Fonte: Istituto Nazionale di Statistica (ISTAT) - Elaboração gráfica da Wikipedia |